# 路澤溥
路泽溥（？—？），字苏生，明末清初直隶曲周人。

## 生平
路振飞長子。明末曾官中書舍人。明亡后不仕，偕其弟路澤濃隐居于太湖东山三十年，從事抗清活動。與顾炎武是至交。顺治十二年（1655年）顧炎武因殺奴下狱。路澤溥與松江兵備使者有舊，代為說項，炎武一案才得以移交松江府審理，最後以“殺有罪奴”的罪名結案，顧炎武得以出獄。